# Styphnolobium parviflorum
Styphnolobium parviflorum là một loài thực vật có hoa trong họ Đậu. Loài này được M. Sousa & Rudd miêu tả khoa học đầu tiên năm 1993.